# Aspidistra subrotata
Aspidistra subrotata är en sparrisväxtart som beskrevs av Y.Wan och Cheng Chiu Huang. Aspidistra subrotata ingår i släktet Aspidistra och familjen sparrisväxter.

## Underarter
Arten delas in i följande underarter:
- A. s. crassinervis
- A. s. subrotata